# San Pietro di Caridà
San Pietro di Caridà är en ort och kommun i storstadsregionen Reggio Calabria, innan 2017 provinsen Reggio Calabria, i regionen Kalabrien i Italien. Kommunen hade 1 143 invånare (2017).